# Euglenes oculatus
Espèce
Euglenes oculatus est une espèce d'insectes coléoptères de la famille des Aderidae.

## Systématique
Le nom scientifique complet (avec auteur) de ce taxon est Euglenes oculatus (Paykull, 1798).
L'espèce a été initialement classée dans le genre Anthicus sous le protonyme Anthicus oculatus Paykull, 1798.
Euglenes oculatus a pour synonymes :
- Aderus oculatus (Paykull, 1798)
- Anthicus oculatus Paykull, 1798